# Братська могила загиблих воїнів (Довгинцівський район)
Братська могила загиблих воїнів – пам’ятка знаходиться по вул. Мальовнича (Іскрівська), поруч КЗОШ № 89, у Довгинцівському районі. Пам’ятник було встановлено 09.05.1956 р., виробник – Запорізький художньо-виробничий комбінат.

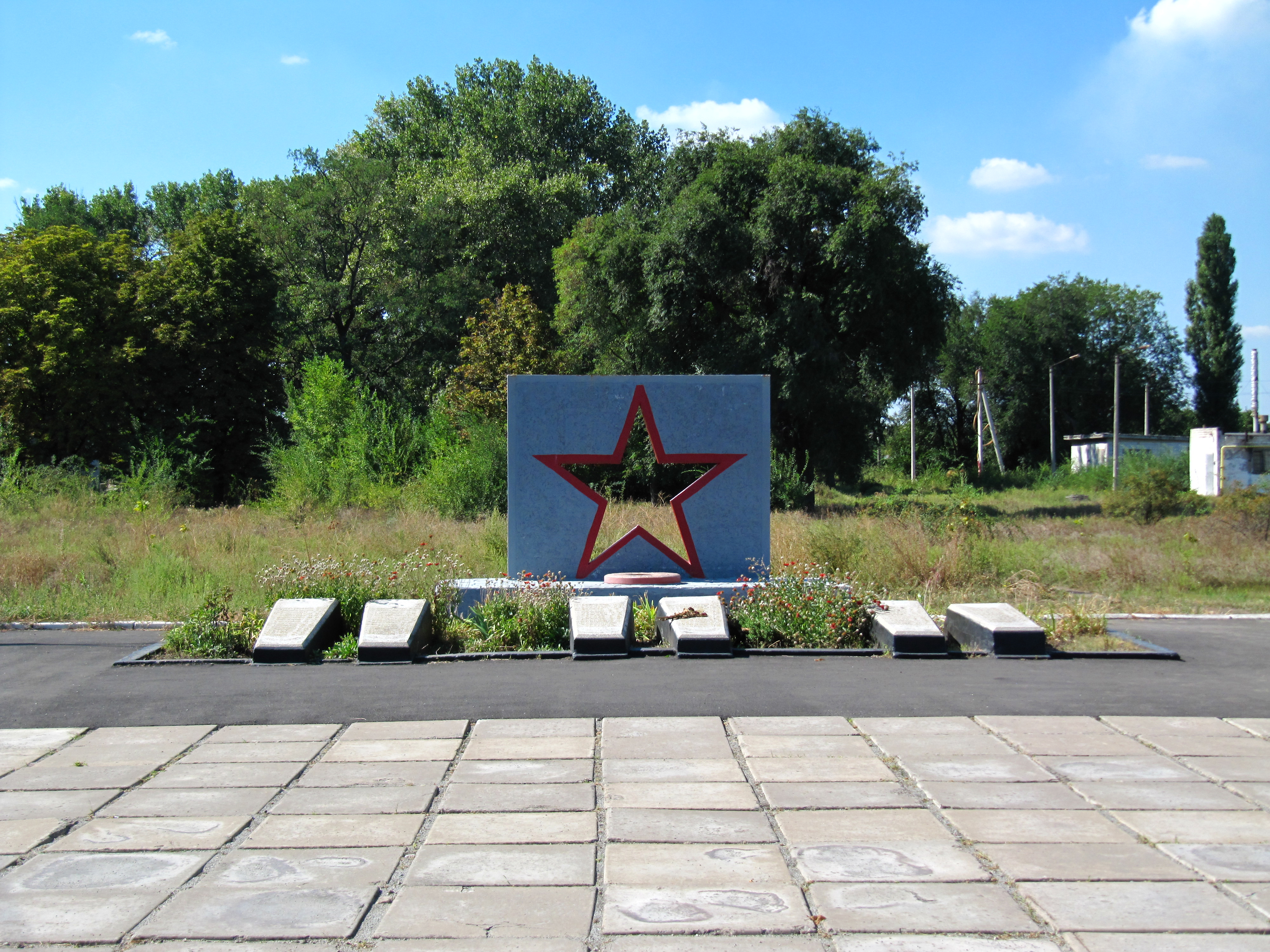

## Передісторія
В лютому 1944 року частини 20-ї гвардійської стрілецької дивізії 46-ї армії визволили селища Залізничників та ім. Калініна від фашистських окупантів. В братській могилі поховані радянські воїни, які загинули при визволенні згаданих населених пунктів.
В 1956 р. на братській могилі було встановлено пам’ятник, виготовлений на Запорізькому художньо-виробничому комбінаті.
Рішенням Виконавчого комітету Криворізької міської ради від 14.08.2013 р. № 278 були проведені у 2014-2015 рр. ремонтні роботи, в ході яких встановлено стелу «Зірка» та заміно дві меморіальні плити.
Відповідно до списку увічнених воїнів (інформація з сайту www.krivoyrog-poshuk.ho.ua/ [Архівовано 25 лютого 2020 у Wayback Machine.]) станом на 2017 рік відомі дані щодо 91 загиблого військовослужбовця.
Згідно з даними Довгинцівського райвійськкомату за 1992 р. в братській могилі поховано 93 військовослужбовці (інформація з сайту http://www.obd-memorial.ru/ЗУ380-04-255/%5Bнедоступне+посилання+з+червня+2019%5D).

## Пам’ятка

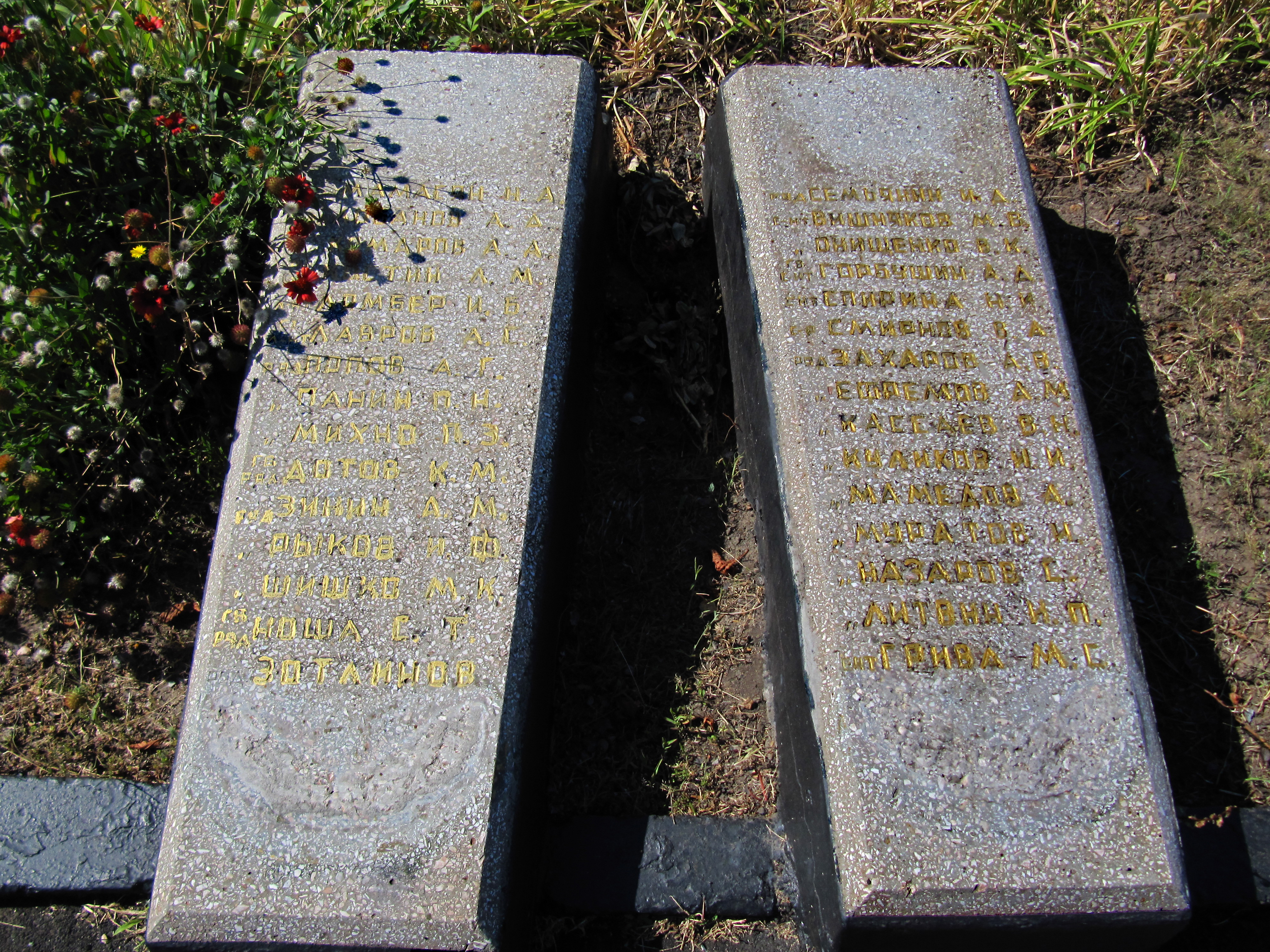

Пам’ятка – прямокутна бетонна стела розмірами 3,10х2,40х0,20 м обрамлена звареними металевими кутами товщиною 0,1 м. В центрі стели наскрізний отвір у вигляді зірки розмірами 2,6х2,6 м з аналогічних металевих кутів. Стелу пофарбовано в сірий колір, зірка – в червоний. Стела розміщена на бетонній платформі розміром 4,7х1,7х0,7 м. В моноліт платформи вмонтовано залізну трубу діаметром 0,1 м для встановлення «вічного вогню». На відстані 1,7 м від платформи стели знаходиться клумба розмірами 13,6х2,6 м, у північній частині якої лежить 6 трапецієподібних надгробків зблокованих по два з іменами похованих. Виготовлені із «мармурової крихти», розміри 1,5х0,55 м (зверху) – 0,44 м (низ)х0,4-0,2 м відповідно. Відстань між суміжними плитами 0,35 м, між парами – 1,3 м.
У верхній частині меморіальної плити рельєфне зображення п’ятипроменевої зірки, у нижній – лаврова гілка, перев’язана посередині стрічкою, пофарбованою у золотавий колір. Ділянка, де надгробки, оконтурена бетонним бордюром шириною 0,15 м. Краї надгробків виходять за бордюр на 0,2 м. Всередині розбито квітник. 